# タラウェラ山
タラウェラ山（タラウェラさん、英語: Mt. Tarawera）は、ニュージーランドの北島ロトルア湖南東に位置する火山である。1886年の大噴火が著名。標高は1,111m。

## 災害
- 1315年、大規模噴火（カハロア噴火）。なお、同時期にヨーロッパで起きた大飢饉（Great Famine of 1315–1317）はこの噴火によって引き起こされたものであると考えられている[1][2]。
- 1886年6月10日、大噴火。午前2時頃から火山性地震が多くなり、爆発音が数回鳴った。そして午前2時30分頃に噴煙が噴出し、噴火が確認された。噴煙はその後も噴出し、午前3時30分頃に噴石が火口から飛び散った。これにより、約150名の死者が出た。

## ギャラリー

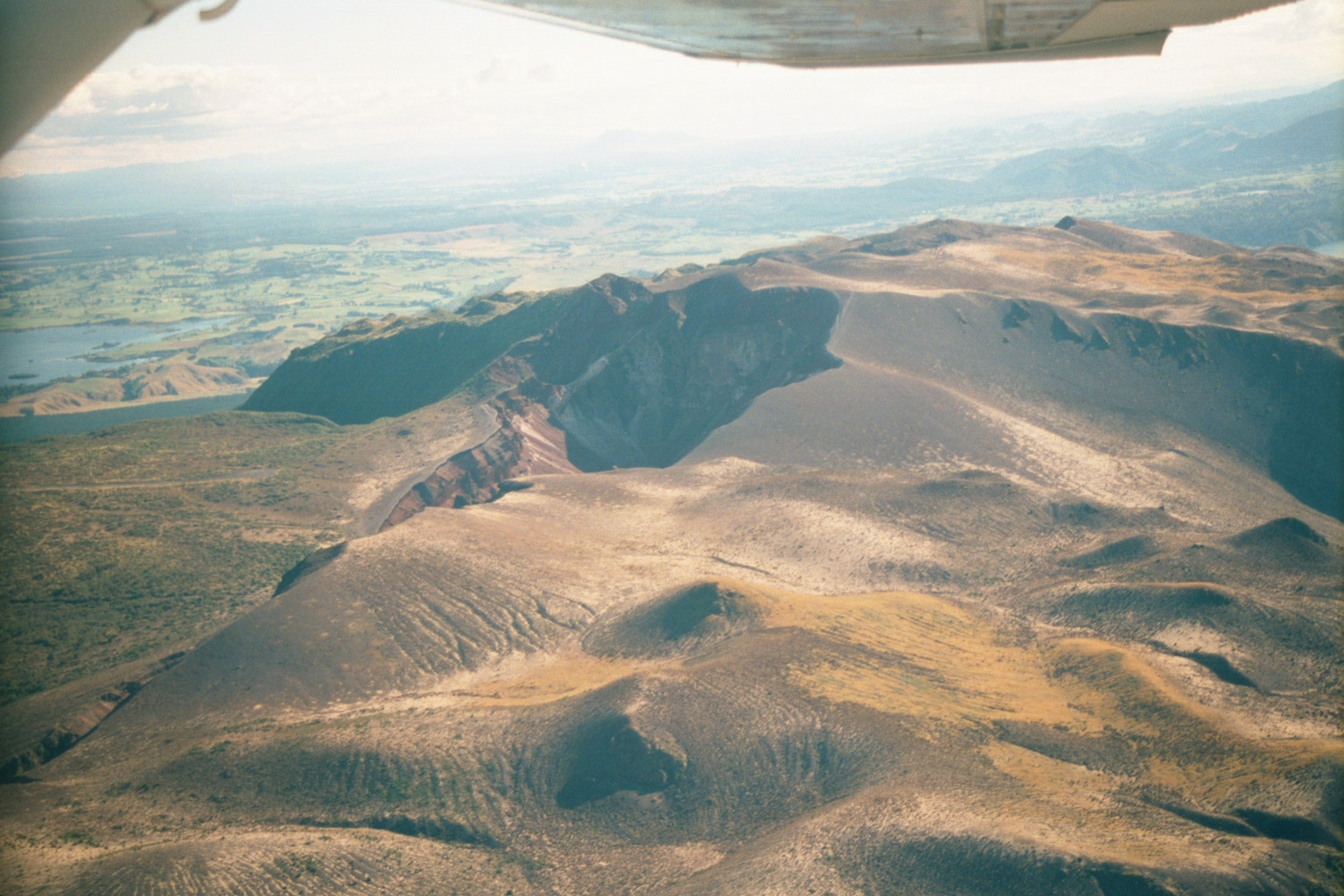
北から撮影
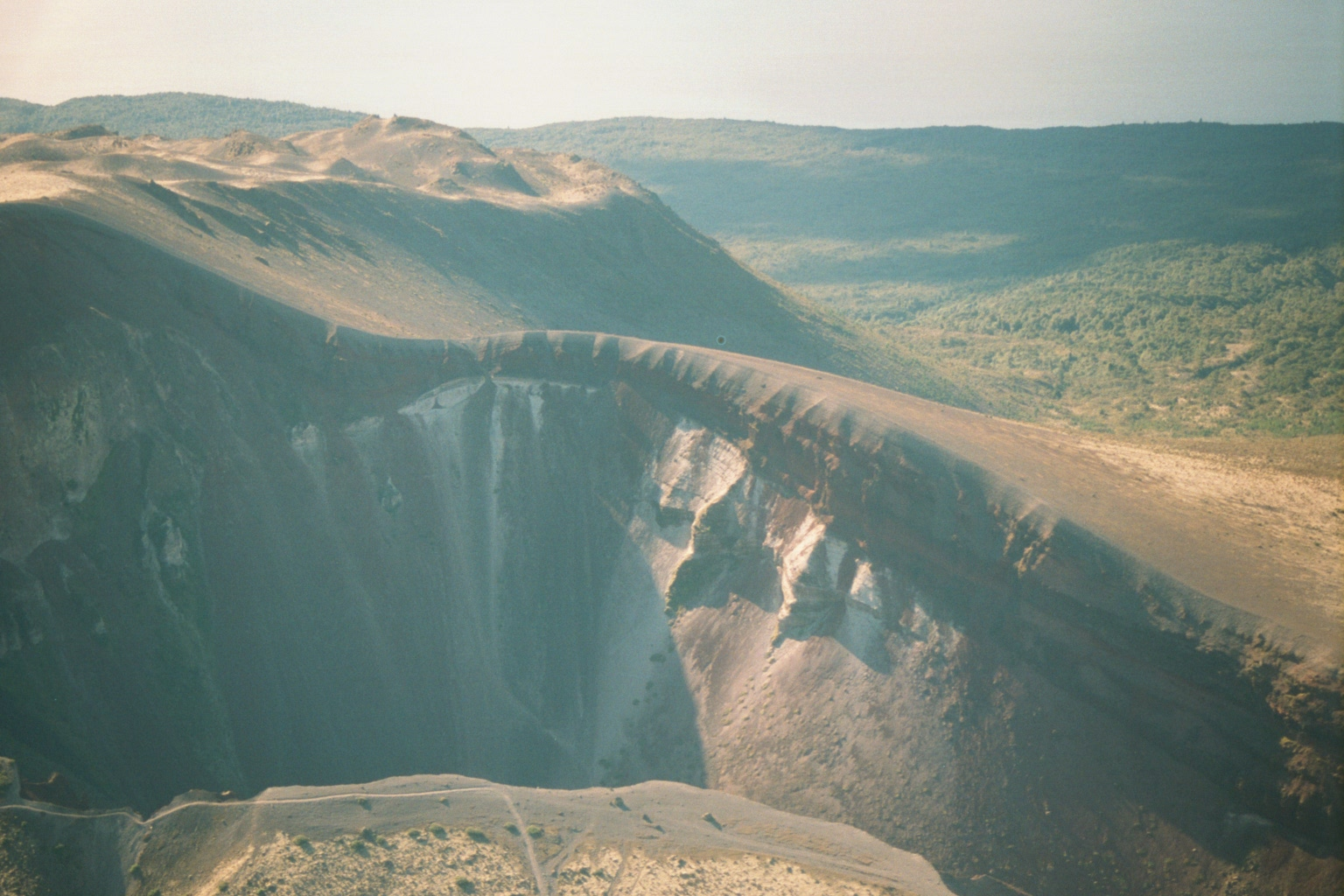
割れ目
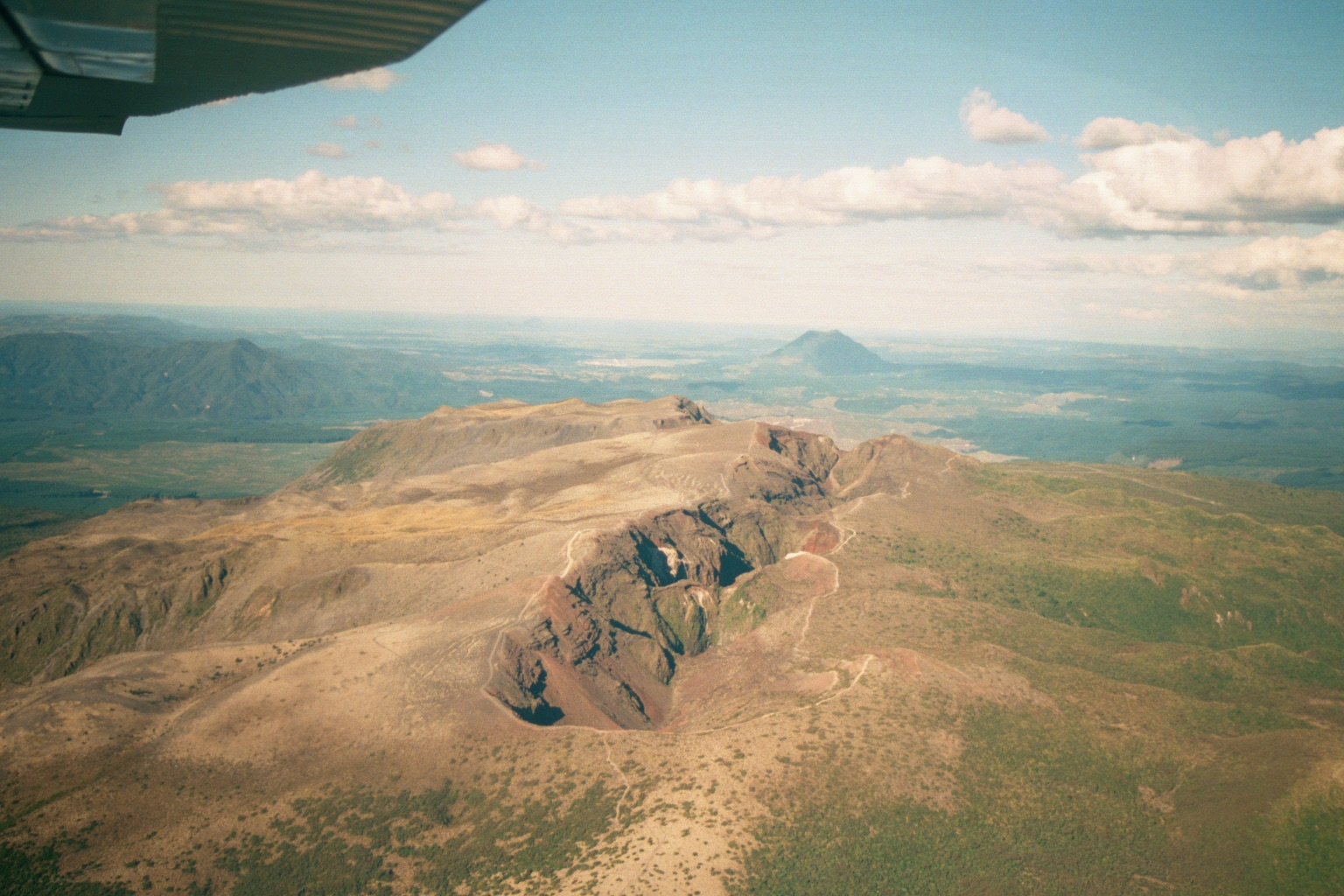
南から撮影
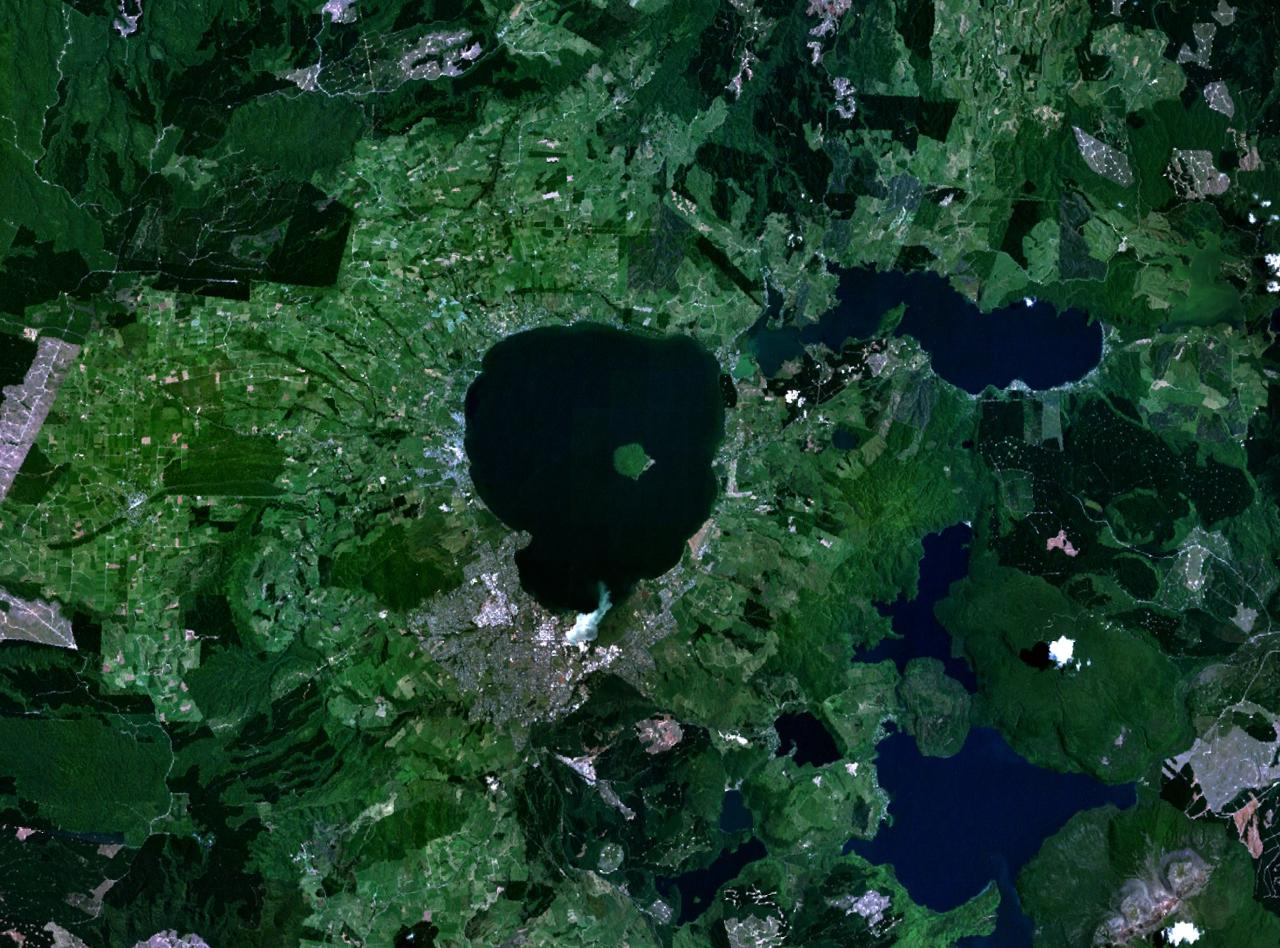
ロトルア湖周辺の衛星写真。写真右下端に見える灰色の山がタラウェラ山
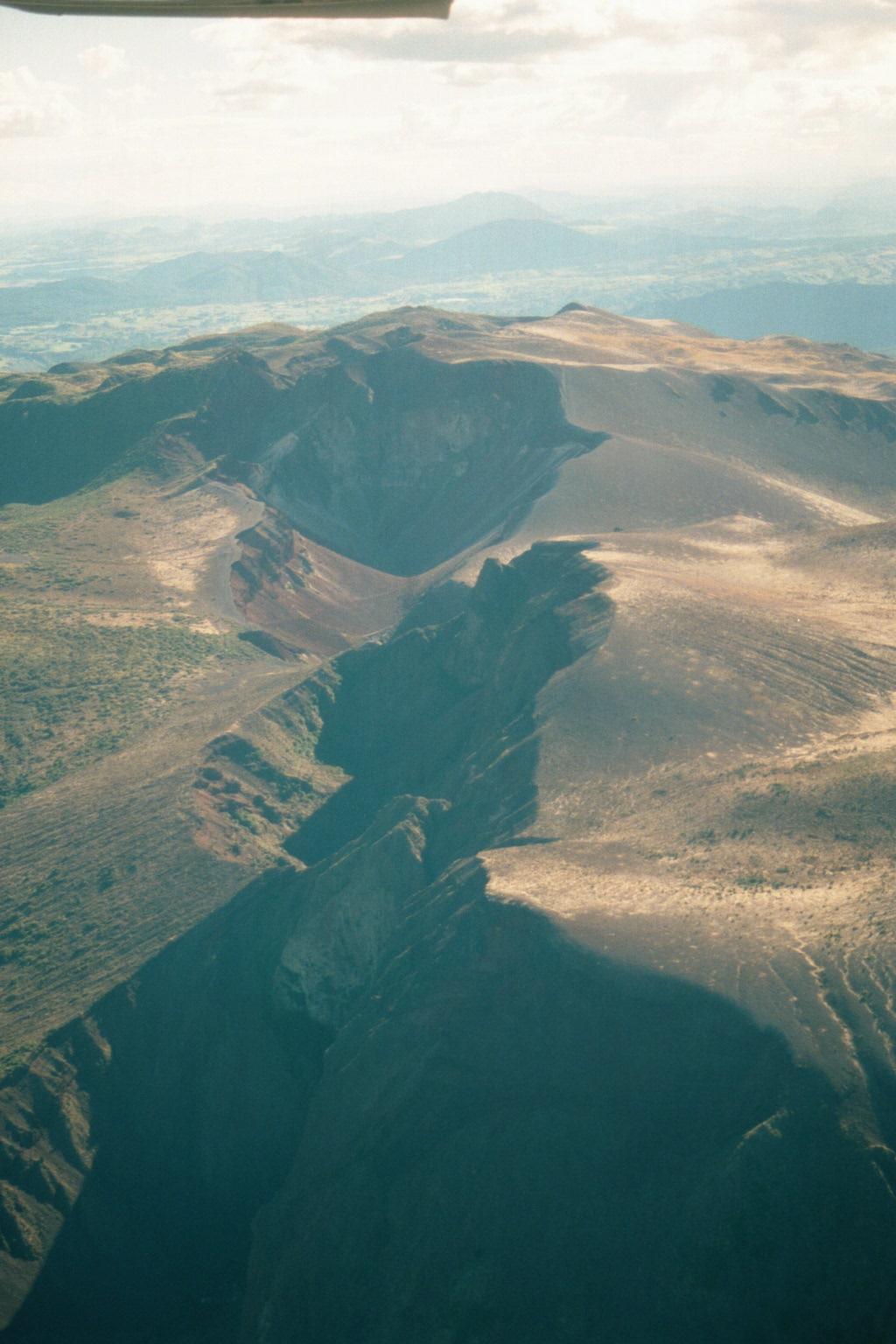
噴火口